# Sauvignon (uva)

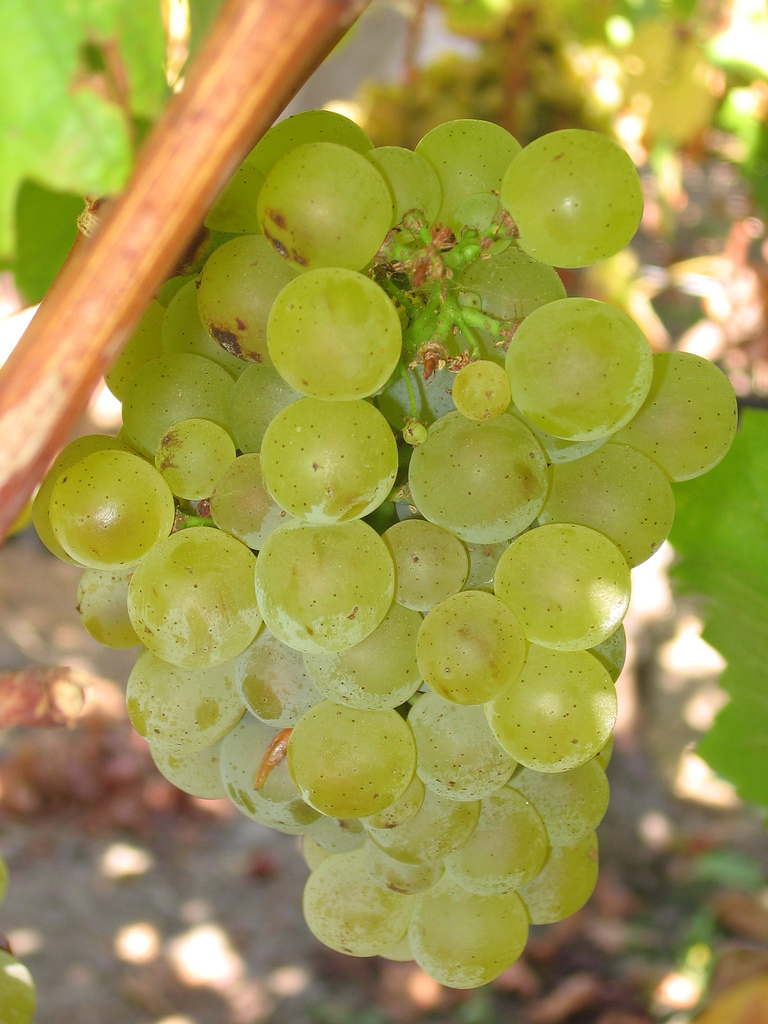
Racimo de sauvignon blanc.

La sauvignon blanc es una uva de piel verdosa originaria de la región francesa de Burdeos. Probablemente, la uva tomó su nombre de las palabras francesas sauvage ("salvaje") y blanc ("blanca"), debido a sus primitivos orígenes en el suroeste de Francia. Posiblemente sea una descendiente de la savagnin. La sauvignon blanc es plantada en muchos países del mundo. Produce un vino blanco monovarietal refrescante y seco. La uva también es un componente de los famosos vinos de postre de las AOC Sauternes y Barsac. La sauvignon blanc es ampliamente cultivada en Francia, Italia, España, Argentina, Chile, Canadá, Australia, Nueva Zelanda, Sudáfrica y los estados de EE. UU. de Washington y California. Algunos vinos de sauvignon blanc del Nuevo Mundo, sobre todo los californianos, pueden ser llamados también fumé blanc.

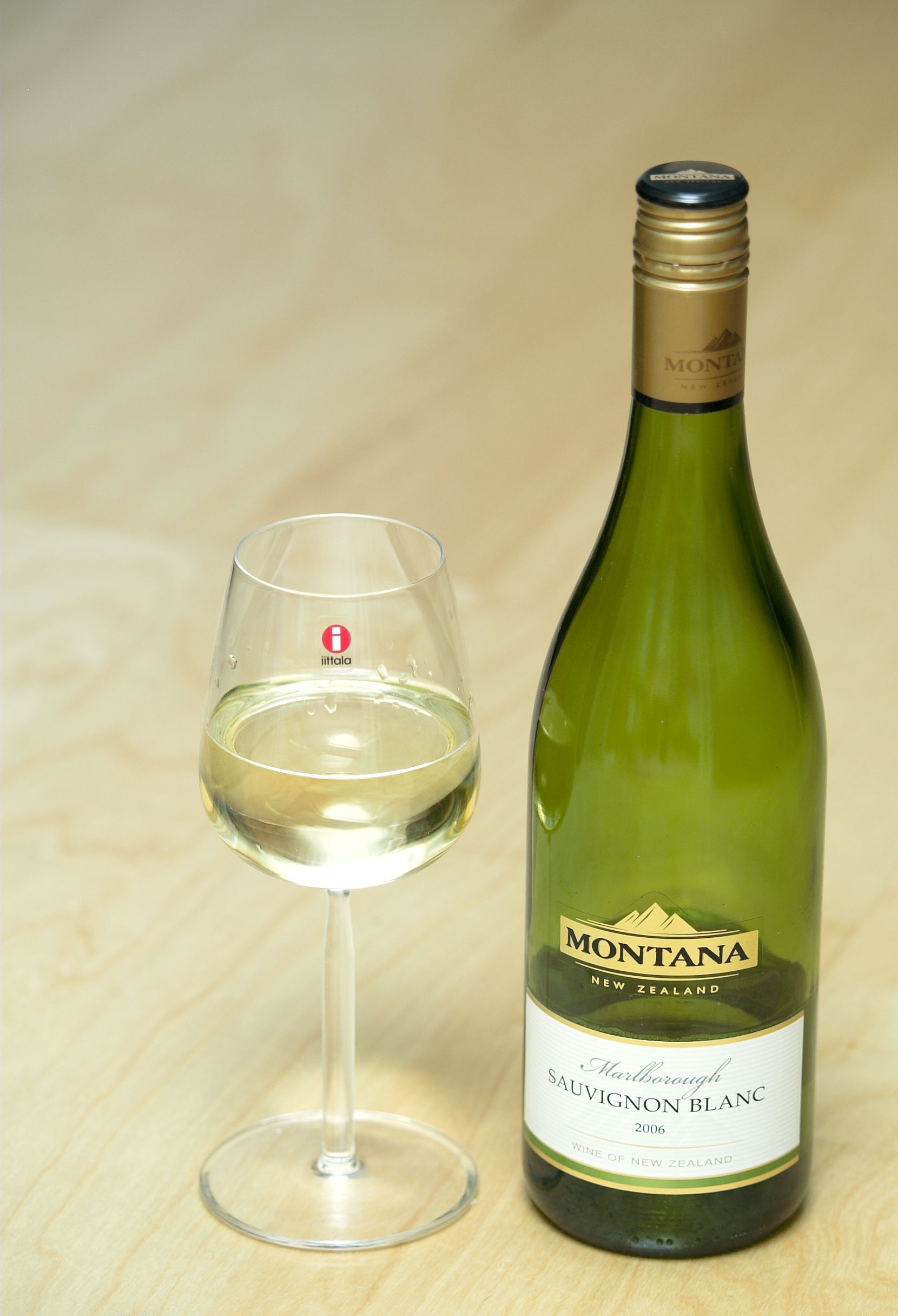
Un vino de sauvignon blanc de Marlborough, Nueva Zelanda.

Dependiendo del clima, los sabores pueden ir de agresivamente herbáceo a dulcemente tropical. En los climas más fríos, la uva tiene tendencia a producir vinos con una notable acidez y sabores a hierba verde, pimientos verdes y frutas tropicales (como a maracuyá), así como notas florales (como las notas a flor de saúco). En los climas más cálidos puede desarrollar más notas a frutas tropicales pero con el riesgo de perder aromas a causa de la sobre-maduración para que se queden solamente aromas a uva y a frutas de árboles, como el melocotón.
Los expertos han calificado favorablemente al vino de sauvignon blanc del valle del Loira y de Nueva Zelanda como refrescante y fresco. El vino de sauvignon blanc, cuando está ligeramente frío, acompaña bien al pescado y al queso, sobre todo al chèvre. También es uno de los pocos vinos que acompañan bien al sushi.
El vino de sauvignon blanc fue uno de los primeros, junto con el de riesling, en ser embotellado con un tapón de rosca para su comercialización. Se empezó a comercializar así sobre todo en Nueva Zelanda. El vino suele ser consumido joven, ya que no se beneficia especialmente de la crianza. Con una crianza prolongada, el monovarietal de sauvignon blanc tiende a desarrollar aromas vegetales, a guisantes y a espárragos. 
Los vinos dulces y secos de Burdeos, incluidos los ejemplares envejecidos en roble de Pessac-Léognan y Graves, así como los vinos del Loira de Pouilly-Fumé y Sancerre, están entre los pocos de sauvignon blanc con potencial de envejecimiento.

## Historia

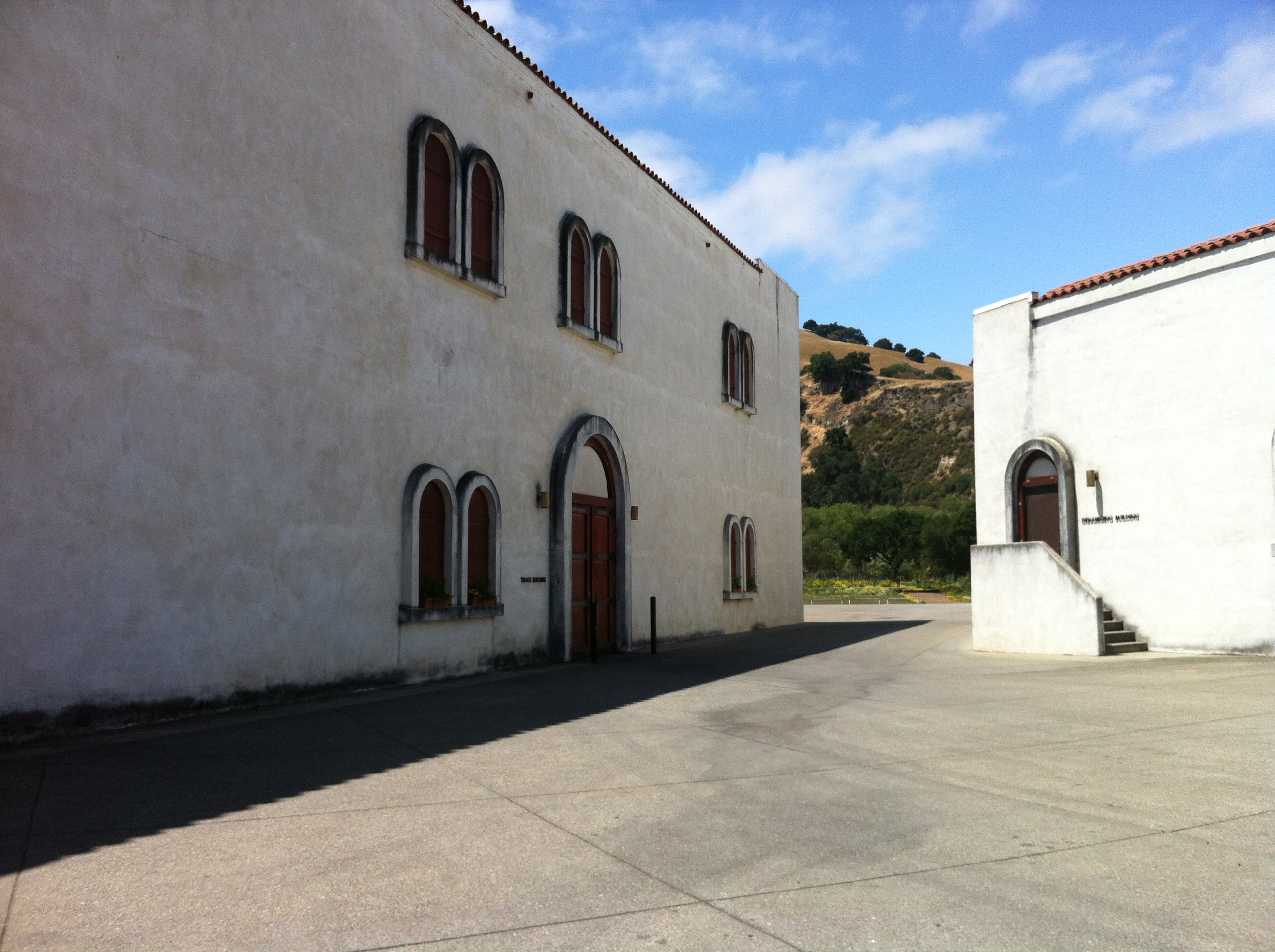
La primera plantación de sauvignon blanc fue introducida en California con la bodega Cresta Blanca Winery (en la foto), del valle Livermore.

La sauvignon blanc pudo haberse originado en el oeste de Francia, donde están el valle del Loira y Burdeos. Las investigaciones sugieren que pudo haber descendido de la savagnin, aunque también se le ha asociado con la carmenere. En el siglo XVIII se plantaron en Burdeos la cabernet franc y la cabernet sauvignon. En el siglo XIX en los viñedos de Burdeos se entremezclaban la sauvignon vert y una mutación rosada de la sauvignon blanc llamada sauvignon gris cepa típica en Francia y Argentina por la especifica condición climática. Antes de la plaga de filoxera del siglo XIX, estos esquejes fueron transportados al Valle del Uco en Mendoza, Argentina, donde los campos con estas variedades entremezcladas aún son comunes. A pesar de la similitud de los nombres, la sauvignon gris no tiene ningún parentesco con la sauvignon rosé del valle del Loira francés.
Los primeros esquejes de sauvignon blanc fueron llevados a California por Charles Wetmore, fundador de la bodega Cresta Blanca Winery, en la década de 1880. Estos esquejes venían del viñedo de Château d'Yquem, Sauternes. Las plantaciones se realizaron en el valle Livermore. Probablemente fue el enólogo Robert Mondavi el que le dio a este vino el seudónimo de fumé blanc en 1968. La uva fue introducida en Nueva Zelanda en la década de 1970 para una plantación experimental, con el objetivo de ser mezclada con la müller-thurgau.

## Clima y geografía
La sauvignon blanc suele ser de brotación tardía pero de maduración temprana, lo que permite que se desarrolle bien en climas soleados no expuestos a un calor excesivo. En las regiones cálidas, como Sudáfrica, Australia y California, la uva se pone en las zonas con climas más fríos, como en el valle Alexander. En áreas donde la vid está expuesta a mucho calor, la uva rápidamente sobre-madura y produce sabores apagados y una acidez plana. El aumento global de las temperaturas han provocado que los granjeros cosechen las uvas antes de lo que lo hacían en el pasado.
La uva probablemente se originó en las regiones francesas de Burdeos y el valle del Loira. Las plantaciones en California, Australia, Chile y Sudáfrica son también muy extensas. La sauvignon blanc está aumentando su popularidad, ya que muchos consumidores la consideran una alternativa a la chardonnay. La uva puede también encontrarse en Italia, España y Centroeuropa.

## Regiones

### Francia
En Francia la sauvignon blanc crece en el clima marítimo de Burdeos (especialmente en Entre-Deux-Mers, Graves y Pessac-Leognan para vinos secos y en Sauternes para vinos dulces) así como en el clima continental del valle del Loira (en Pouilly Fumé, Sancerre y Touraine). Los climas de estas áreas son particularmente favorables a la maduración lenta de la uva en la vid, dándole así más tiempo a la uva para lograr un balance entre su acidez y su nivel de azúcar. Este balance es importante para la intensidad del aroma del vino. Los productores franceses prestan mucha anteción a las características del terruño, por las diferentes características que puede impartir al vino. Suelo de tiza y marga kimmeridgiana de Sancerre y Pouilly produce vinos ricos y complejos mientras que las zonas con terruños con más tiza compacta producen vinos un aroma más delicado. El terruño de grava que hay cerca del río Loira y de sus afluentes imparte sabores picantes, florales y minerales, mientras que en Burdeos los vinos tienen una personalidad más afrutada. Los suelos con sílex tienden a producir vinos más vigorosos y duraderos.
La AOC Pouilly Fumé es propia de la localidad de Pouilly-sur-Loire, junto al río Loira, en la comuna de Sancerre. El suelo ahí tiene mucho sílex y depósitos de caliza, y los productores locales creen que esto imparte al vino un sabor ahumado y de ahí viene que se use la palabra francesa fumé (que significa humo). Junto con la sémillon, la muscadelle y la ugni blanc, la sauvignon blanc es una de las cuatro variedades blancas permitidas en la producción de vino blanco de Burdeos. Se usa mucho para vinos de mezcla. Además, la sauvignon es la uva principal del vino pavillon blanc de Château Margaux. En el norte del valle del Ródano, la sauvignon blanc es mezclada a menudo con la tresallier para conformar un vino ácido.
En la región de Sauternes, la uva es mezclada con sémillon para hacer un vino de vendimia tardía. El porcentaje de sauvignon blanc varía según el productor y puede ir en un rango entre el 5 y el 50%. El Premier Cru Supérieur Château d'Yquem tiene un 20%. Es una práctica tradicional en Sauternes plantar la sauvignon blanc en intervalos con la sémillon. No obstante, la sauvignon blanc es propensa a madurar 1 o 2 semanas antes que la sémillon, por lo que si se cosechan al mismo tiempo la sauvignon puede perder algo de su intensidad y de su aroma al pasar más tiempo en la vid. Esto ha llevado a muchos productores a aislar en sus parcelas a la sauvignon blanc.
Junto a la frontera de Chablis la AOC Saint-Bris está recabando atención por su producción de sauvignon blanc.

### Italia
En Italia ha ganado preeminencia en la zona de Collio Goriziano. También es una de las variedades principales del vino dulce italiano Muffato della Sala.

### España
En la región de Castilla y León se encuentra la DO Rueda, que en la actualidad (2016) cuenta con 600 ha de sauvignon blanc. La variedad fue introducida en esa zona en 1974 por la bodega Marqués de Riscal, que hoy tiene 70 ha de la misma. En Cataluña hay una pequeña cantidad cultivada, que en la actualidad (2016) oscila entre las 10 y 100 ha. En la región de DO Ca Rioja,también la podemos encontrar.  En Navarra también se encuentra la variedad Sauvignon Blanc; la variedad fue introducida por Bodega Inurrieta.

### Australia
En Australia, sobre todo en la zona del río Margaret, la uva suele ser mezclada con la sémillon. Los vinos monovarietales de sauvignon blanc de las colinas Adelaida y de Padthaway tienen un estilo similar al de los de Nueva Zelanda, que tienden a ser más maduros en sabor y tienen notas a lima y melocotón, así como una acidez ligeramente más alta.

### Argentina
La región costera Argentina ha producido vino desde el 1880 con la llegada de los primeros franceses a país, traídos por Hilario Ascasubi, este terroir de costa tiene características únicas e ideales para el cultivo de la vid Sauvignon; Médanos, Argentina, tiene condiciones idénticas a las de Bordeaux, Francia, dadas las características del suelo, el clima y su proximidad al océano Atlántico son los de más alta calidad en América al nivel de Francia. El Sauvignon argentino, Al Este Bodega y Viñedos de Médanos ganó Medalla de Plata en el Decanter World Wine Awards del año 2009 celebrado en Londres y su vino está situado entre los mejores en la lista de recomendaciones de Decanter para este año.

### Chile
A comienzos de la década de 1990, los ampelógrafos empezaron a distinguir las vides de sauvignon blanc y de las de sauvignonasse de los viñedos de Chile. Los vinos no mezclados de sauvignon blanc chileno son apreciablemente menos ácidos que los vinos de Nueva Zelanda y son más similares a los franceses, lo cual es típico de los vinos chilenos. La región de Valparaíso es el área donde se encuentra la sauvignon blanc chilena más notable debido a su clima más frío, que permite a las uvas ser cosechada hasta unas seis semanas después que en cualquier otra parte de Chile.

### Brasil
En Brasil, los ampelógrafos han descubierto que las vides que consideraban sauvignon blanc eran realmente la variedad seyval blanc.

### Nueva Zelanda
En la década 1990 los vinos de sauvignon blanc de las regiones de clima marítimo de Nueva Zelanda, sobre todo los de la isla Sur, se hicieron populares en el mercado del vino. En la región de Marlborough los suelos arenosos con tejas de pizarra se han convertido en los lugares más deseables para los viñedos debido al buen drenaje del suelo y la escasa fertilidad, que favorece que la vid tenga rendimientos más bajos y que la uva concentre sus sabores. En la llanura de inundación del valle del río Wairau, el suelo está conformado en vetas de este-oeste. Esto genera una gran diversidad de sabores en las uvas si los viñedos de plantan de norte a sur. Los suelos más pesados producen vinos más herbáceos a partir de uvas que maduran tarde y lo que se planta en suelos más pedregosos da vinos con sabores más exuberantes y tropicales. Esta diferencia en los suelos, y las decisiones que se toman en la cosecha, dan características únicas a los vinos de sauvignon blanc de Nueva Zelanza.
La geografía alargada y estrecha de la isla Sur provoca que ningún viñedo esté a más de 80 km de la costa. El clima fresco marítimo del área permite una larga y constante temporada de crecimiento en la cual las uvas pueden madurar y desarrollar naturalmente un balance natural de ácidos y azúcares. Esto genera unos sabores y una intensidad que diferencia del resto a los vinos de sauvignon blanc de Nueva Zelanda.
Más recientemente, en Waipara, en la isla Sur, y en Martinborough, Gisborne y la bahía Hawkes en la isla Norte han logrado atraer atención con sus ejemplares de sauvignon blanc, que a menudo tienen sutiles diferencias con los de Marlborough. Los sabores a espárragos y a grosella comúnmente asociados con los vinos de sauvignon blanc de Nueva Zelanda se deriva de compuestos saborizantes conocidos como metoxipirazinas que se hace más pronunciada y se concentra más en los vinos de las regiones con climas más fríos. Los sabores a maracuyá y a boj pueden ser derivados de las concentraciones de tiol.

### Estados Unidos
En Estados Unidos, California es el principal productor de sauvignon blanc. También hay plantaciones en el estado de Washington. En California, el vino producido de sauvignon blanc también es conocido como fumé blanc. El primer vino de sauvignon blanc de California fue realizado en el valle de Napa por la bodega Robert Mondavi Winery en 1968. Mondavi obtuvo buenas cosechas de sauvignon blanc. En ese momento la variead tenía una mala reputación en California debido a su intenso sabor y a sus aromas a herbáceos. Mondavi trató de dominar esta intensidad con crianza en barricas y vendió el vino con el nombre de Fumé Blanc, en alusión al francés Pouilly-Fumé. El uso de este término empezó siendo una cuestión comercial y los productores de California escogen si llamarlo así o simplemente vino de sauvignon blanc. Tanto los vinos envejecidos en barrica como los que no lo habían sido llegaron a comercializarse como Fumé Blanc. El sauvignon blanc de California generó dos estilos de vinos. Uno es el de influencia neozelandesa, que tiene un trasfondo de frutas tropicales, con notas a cítricos y a maracuyá. El otro es el influenciado por Mondavi, que es más redondo y con notas de melón.

### Canadá
En Canadá, hay plantaciones en la península de Niágara y en el valle del Okanagan.

### Sudáfrica
El sauvignon blanc también ha ganado preeminencia en las regiones sudafricanas de Stellenbosch y Durbanville.

## Viticultura
Los enólogos en Nueva Zelanda y Chile cosechan las uvas en diversos intervalos para lograr diferentes características que la uva se puede impartir en función de sus niveles de madurez. En su etapa más inmadura, la uva es rica en ácido málico. A medida que avanza más hacia la madurez, la uva se desarrolla el sabor de la pimienta roja y verde y, finalmente, logra un equilibrio de azúcares. El sabor característico del sauvignon blanc proviene de las metoxipirazinas. Las uvas cultivadas en el valle de Wairau de Marlborough, pueden presentar distintos niveles de madurez sobre el viñedo, causados por una ligera irregularidad en la tierra, lo que se refleja en el vino resultante.

## Vinificación
La sauvignon blanc puede estar influida en gran medida por las decisiones en el proceso de vinificación. Una decisión es cuánto contacto debe tener el mosto con la piel de la uva. En los primeros años de la industria del vino de Nueva Zelanda, no había bodegas en la isla Sur, lo que implicaba que las uvas recién cosechadas debían ser transportadas hasta Auckland, en la isla Norte. Esto generaba una exposición prolongada de las pieles al zumo de la uva y la intensidad y la aspereza del vino. Algunos productores del vino, al igual que en el Loira, dejan intencionadamente una pequeña cantidad de mosto en un contacto prolongado con la piel de las uvas para una mezcla posterior. Otros productores de vino, como los de California, generalmente evitan cualquier contacto con la piel debido a la reducida capacidad de envejecimiento del vino resultante.
Otra decisión importante es la temperatura de fermentación. Los productores franceses prefieren fermentaciones cálidas (en torno a los 16-18 °C) que producen sabores a minerales en el vino. En el Nuevo Mundo, los productores prefieren temperaturas ligeramente más frías para lograr más sabores afrutados y tropicales. Una pequeña minoría de productores del Loira ponen al vino en fermentación maloláctica, una práctica asociada más habitualmente con los vinos neozelandeses. La crianza en barrica de roble puede dar un pronunciado efecto al vino. El roble da sabores y suaviza la alta acidez natural de la uva. Algunos productores, como los de Nueva Zelanda y Sancerre, prefieren tanques de acero inoxidable para la fermentación en lugar de barriles para mantener la nitidez y la intensidad de su vino.

## Sinónimos
Los sinónimos de esta variedad son beyaz sauvignon, blanc doux, blanc fume, bordeaux bianco, douce blanche, feher sauvignon, feigentraube, fie, fie dans le neuvillois, fume, fume blanc, fume surin, genetin, gennetin, gentin a romorantin, gros sauvignon, libournais, melkii sotern, muskat silvaner, muskat sylvaner, muskatani silvanec, muskatni silvanec, muskatsilvaner, painechon, pellegrina, petit sauvignon, picabon, piccabon, pinot mestny bely, pissotta, puinechou, punechon, punechou, quinechon, rouchelin, sampelgrina, sarvonien, sauternes, sauvignon, sauvignon bianco, sauvignon bijeli, sauvignon blanco, sauvignon fume, sauvignon gros, sauvignon jaune, sauvignon jeune, sauvignon petit, sauvignon vert, sauvignon white, savagnin, savagnin blanc, savagnin musque, savagnou, savignon, servanien, servonien, servoyen, souternes, sovinak, sovinjon, sovinjon beli, sovinon, spergolina, surin, sylvaner musque, uva pelegrina, weisser sauvignon y zöld ortlibi.